# José Manuel Garita Herrera
José Manuel Garita Herrera (ur. 26 marca 1965 w Heredii) – kostarykański duchowny katolicki, biskup diecezjalny Ciudad Quesada od 2014.

## Życiorys
Święcenia kapłańskie otrzymał 26 listopada 1988 i został inkardynowany do archidiecezji San José de Costa Rica. Był m.in. wikariuszem sądowym, kanclerzem i ekonomem archidiecezjalnym, a także wychowawcą, ojcem duchownym i rektorem krajowego seminarium duchownego.
15 marca 2014 papież Franciszek mianował go biskupem diecezjalnym Ciudad Quesada. 17 maja 2014 z rąk arcybiskupa José Rafaela Quirósa Quirósa przyjął sakrę biskupią.